# Ноа Окафор
Ноа Окафор (нім. Noah Okafor, нар. 24 травня 2000, Біннінген) — швейцарський футболіст, нападник італійського клубу «Мілан» та національної збірної Швейцарії.
Володар Кубка Швейцарії. Триразовий чемпіон Австрії. Триразовий володар Кубка Австрії. 

## Клубна кар'єра
Народився 24 травня 2000 року в Біннінгені. Починав займатися футболом у команді «Арісдорф», а 2009 року приєднався до системи підготовки футболістів клубу «Базель». Попри юний вік по ходу сезону 2018/19 вже мав постійну ігрову практику і відзначився своїми першими трьома голами на дорослому рівні.
31 січня 2020 року перейшов до австрійського «Ред Булл» (Зальцбург), який сплатив за трансфер 11,2 мільйонів євро. У новій команді юний швейцарець став гравцем ротації. Протягом своїх перших трьох сезонів у складі лідера тогочасного австрійського футболу незмінно допомагав команді робити «золотий дубль», виграючи чемпіонат і Кубок країни.

## Виступи за збірні
2014 року дебютував у складі юнацької збірної Швейцарії (U-15), загалом на юнацькому рівні взяв участь у 18 іграх, відзначившись 4 забитими голами.
З 2019 року залучається до складу молодіжної збірної Швейцарії. На молодіжному рівні зіграв у 8 офіційних матчах, забив 4 голи.
Того ж таки 2019 року дебютував в офіційних матчах й у складі національної збірної Швейцарії.
| Дата       | Місто     | Господарі  | Результат               | Гості      | Турнір                                         | Голи | Примітки |
| ---------- | --------- | ---------- | ----------------------- | ---------- | ---------------------------------------------- | ---- | -------- |
| 9-6-2019   | Гімарайнш | Швейцарія  | 0 – 0 д.ч. (5 – 6 п.п.) | Англія     | Ліга націй УЄФА 2018-2019 - матч за 3-тє місце | -    | 113'     |
| 12-11-2021 | Рим       | Італія     | 1 – 1                   | Швейцарія  | Відбір до ЧС 2022                              | -    | 79'      |
| 15-11-2021 | Люцерн    | Швейцарія  | 4 – 0                   | Болгарія   | Відбір до ЧС 2022                              | 1    | 68'      |
| 29-3-2022  | Цюрих     | Швейцарія  | 1 – 1                   | Косово     | товариський матч                               | -    | 81'      |
| 2-6-2022   | Прага     | Чехія      | 2 – 1                   | Швейцарія  | Ліга націй УЄФА 2022-2023 - 1-й етап           | 1    | 68'      |
| 5-6-2022   | Лісабон   | Португалія | 4 – 0                   | Швейцарія  | Ліга націй УЄФА 2022-2023 - 1-й етап           | -    | 62'      |
| 9-6-2022   | Лансі     | Швейцарія  | 0 – 1                   | Іспанія    | Ліга націй УЄФА 2022-2023 - 1-й етап           | -    | 64'      |
| 12-6-2022  | Лансі     | Швейцарія  | 1 – 0                   | Португалія | Ліга націй УЄФА 2022-2023 - 1-й етап           | -    | 21'      |
| Усього     |           | Матчів     | 8                       |            | Голів                                          | 2    |          |

## Титули і досягнення
- Володар Кубка Швейцарії (1):

«Базель»: 2018-2019
- Чемпіон Австрії (4):

«Ред Булл»: 2019-2020, 2020-2021, 2021-2022, 2022-2023
- Володар Кубка Австрії (3):

«Ред Булл»: 2019-2020, 2020-2021, 2021-2022
- Володар Суперкубка Італії (1):

«Мілан»: 2024
- Чемпіон Італії (1):

«Наполі»: 2024-2025